# Corning, Iowa
Corning là một thành phố thuộc quận Adams, tiểu bang Iowa, Hoa Kỳ. Năm 2010, dân số của thành phố này là 1635 người.

## Dân số
Dân số qua các năm:
- Năm 2000: 1783 người.
- Năm 2010: 1635 người.